# Ascochyta equiseti
Ascochyta equiseti (Desm.) Grove – gatunek grzybów z klasy Dothideomycetes. Grzyb mikroskopijny, saprotrof i pasożyt skrzypu (Equisetum).

## Systematyka i nazewnictwo
Pozycja w klasyfikacji według Index Fungorum: Ascochyta, Didymellaceae, Pleosporales, Pleosporomycetidae, Dothideomycetes, Pezizomycotina, Ascomycota, Fungi.
Po raz pierwszy zdiagnozował go w 1846 r. J.B.H. Desmazières nadając mu nazwę Phoma equiseti. Obecną, uznaną przez Index Fungorum nazwę nadał mu W.B. Grove w 1918 r.
Synonimy:
- Phoma equiseti Desm. 1846
- Phomopsis equiseti (Desm.) Petr. 1922

## Morfologia
Na pędach skrzypu powoduje powstawanie ciemnoszarych plam. W ich obrębie tworzą się ciemnobrązowe do prawie czarnych, owalne lub prawie kuliste pyknidia o rozmiarach 115–130 × 120–145 μm, z okrągłym otworem o średnicy 20–25 μm w średnicy. Konidia podłużno-elipsoidalna, owalne, o obu końcach zaokrąglonych, proste, z jedną przegrodą, czasami na przegrodzie lekko zwężone. Mają rozmiary 10–12,5 × 2,5–3,75 μm.

## Występowanie
Opisano jego występowanie w Ameryce Północnej i w wielu krajach Europy na obumierających i martwych pędach skrzypu. W Polsce po raz pierwszy podały jego występowanie Ewa Połeć i Małgorzata Ruszkiewicz-Michalska w 2011 roku na skrzypie polnym (Equisetum arvense).